# James Carman
James Carman (1876 – không rõ) là một cầu thủ bóng đá người Anh. Ông thường thi đấu ở vị trí ở vị trí tiền đạo. Ông sinh ra ở Salford, Greater Manchester, thi đấu cho Manchester United và Oldham County.